# Lee Jaffe
Lee Jaffe (* 1950) ist ein US-amerikanischer Künstler.
Er sieht sich als Multimedia-Künstler, der sowohl Bildende Kunst und Fotografie betreibt wie auch als Filmemacher tätig ist. Darüber hinaus produziert er seit vielen Jahren mit seinen Partnern Joe Higgs (1940–1999) und Barrington Levy (* 1964) überwiegend Reggae-Musik. 1973 traf Jaffe als junger Künstler in New York Bob Marley. Diese Begegnung war der Beginn einer engen Freundschaft. Marley war in Jamaika ein Superstar, in der übrigen Welt war er hingegen relativ unbekannt. Jaffe managte den Reggae-Star und organisierte dessen erste USA-Tour. Er spielte als Gastmusiker (Harmonika) in Marleys Gruppe "The Wailers" mit und gab zahlreiche Konzerte während der "Natty Dread"-Tour. Während dieser Zeit dokumentierte er fotografisch den Star und dessen Umfeld; aus den Foto-Dokumenten entstand der Bildband "One Love".
Jaffe hatte zahlreiche erfolgreiche Kunstausstellungen, darunter Einzelausstellungen im Moderna Museet (Stockholm), im Irish Museum of Modern Art (Dublin) und in der Icon Gallery (Birmingham).
Er lebt und arbeitet in Los Angeles, Calif.

## Weblink
- Offizielle Homepage (englisch)

| Personendaten    | Personendaten              |
| ---------------- | -------------------------- |
| NAME             | Jaffe, Lee                 |
| KURZBESCHREIBUNG | US-amerikanischer Künstler |
| GEBURTSDATUM     | 1950                       |